# Más fuerte que las bombas
Más fuerte que las bombas es una película dramática de 2015 dirigida por Joachim Trier y protagonizada por Jesse Eisenberg , Gabriel Byrne , Isabelle Huppert , David Strathairn y Amy Ryan. La película fue coproducida internacionalmente y fue coescrita por Trier y Eskil Vogt .

## Sinopsis
Un padre y sus dos hijos tratan de superar de maneras distintas el trauma emocional que les ha causado la muerte de quien fuera respectivamente su esposa y madre, una fotógrafa de guerra fallecida.

## Reparto
- Gabriel Byrne como Gene Reed
- Isabelle Huppert acomoIsabelle Reed
- Jesse Eisenberg comoJonah Reed
- Devin Druid como Conrad Reed
- David Strathairn como Richard
- Amy Ryan como Hannah
- Rachel Brosnahan como Erin
- Leslie Lyles como el director
- Ruby Jerins como Melanie
- Megan Ketch como Amy Reed
- Charlie Rose como el mismo

## Producción
El 9 de mayo de 2013, Eisenberg, Byrne y Huppert se unieron a la película, que Trier iba a dirigir como su debut en inglés. El 29 de agosto, la película se pospuso indefinidamente debido a problemas financieros. El 5 de febrero de 2014, Arte France Cinema se incorporó para financiar la película. El 4 de septiembre, Strathairn y Ryan se unieron al elenco de la película.  El 9 de septiembre, Brosnahan se unió a la película para interpretar a la exnovia del personaje de Eisenberg.

### Rodaje
El 21 de agosto de 2014, se informó que los equipos comenzaron los preparativos para el rodaje de la película en Northern Boulevard en Bayside , Nueva York. Las ocho semanas de filmación comenzaron el 4 de septiembre de 2014, en la ciudad de Nueva York.